# Chó săn Axehandle

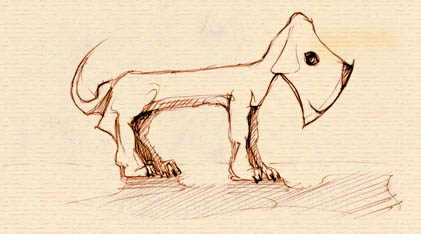
Hình vẽ của chó săn đầu rìu

Trong văn hóa dân gian Mỹ, chó săn Axehandle (chó săn đầu rìu, hoặc tương tự) là một "sinh vật đáng sợ" của Minnesota và Wisconsin. Con vật giống một con chó với hình dạng giống như một chiếc rìu trên cơ thể. Do đó, nó có một cái đầu hình lưỡi rìu. Là sinh vật sống về đêm, chó săn đầu rìu di chuyển từ trại này sang trại khác để tìm kiếm bữa ăn tiếp theo. Ở Minnesota, có một khu cắm trại có thể đi bằng xuồng được đặt tên là Chó săn tay cầm rìu theo tên sinh vật dân gian. Khu cắm trại nằm ở sông Little Fork gần Vườn Quốc gia Voyageurs và rất gần thị trấn Linden Grove.